# Кампања (Варезе)
Кампања је насеље у Италији у округу Варезе, региону Ломбардија.
Према процени из 2011. у насељу је живело 184 становника. Насеље се налази на надморској висини од 340 м.